# Walter Dieckmann

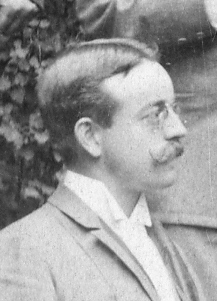
Walter Dieckmann

Walter Dieckmann (Hamburg, 8 oktober 1869 – München, 12 januari 1925) was een Duits scheikundige. De Dieckmann-condensatie is naar hem genoemd, een reactie die hij ontdekte tijdens het uitvoeren van zijn habilitatie.
Dieckmann werd geboren als zoon van een koopman en studeerde scheikunde aan de Ruprecht-Karls-universiteit in Heidelberg en aan de Ludwig Maximilians-Universiteit in München. In 1892 werd hij doctoraatsstudent onder Eugen Bamberger en later assistent van Adolf von Baeyer. Na zijn academische carrière begon Dieckmann te werken voor BASF. In 1894 keerde hij al terug naar de universiteit, waar hij in 1898 aan de Ludwig Maximilians-Universiteit in München zijn habilitatie behaalde. Nadien werd Dieckmann aangesteld tot hoogleraar.